# 서당규칙
서당규칙은 1918년에 제정된 일제강점기의 법이다. 

## 배경
1911년, 1908년에 제정되었던 사립학교령이 사립학교규칙으로 바뀌면서 사립학교 폐쇄가 강요되었다. 이 대안이 바로 개량 서당으로, 기존의 서당이 가르치던 내용뿐 아니라 사립학교에서 하던 근대적 교육도 실시하였다. 이에 전국적으로 개량서당을 설치하자는 개량서당운동이 확산되었다. 일제는 이를 탄압하기 위해 1918년 서당규칙을 만들어 개량서당 설립을 방해하였다.

## 내용
1. 서당을 개설하려고 할 때에는 도지사의 인가를 받아야 한다.
2. 서당에서의 교과서는 조선 총독부 편찬의 교과서를 사용하여야 한다.
3. 조선총독부가 적격자로 인정하지 않는 자는 서당의 개설자 또는 교사가 될 수 없다.
4. 도 장관은 서당의 폐쇄 또는 교사의 변경, 기타 필요한 조치를 명령할 수 있다.